# 科里登 (密蘇里州)
科里登（英語：Corridon）是位於美國密蘇里州雷諾茲縣的非建制地區。

## 歷史
科里登的郵局於1901年設立，其後於1972年停運。

## 地理
科里登所處的海拔為高於海平面371米（即1217英呎），而該地所採用的時區為UTC-6，即北美中部時區（CST）。同時該地設有夏令時間，為UTC-6調快一小時，即UTC-5（CDT）。